# Keith Seaman
Sir Keith Douglas Seaman KCVO, OBE (* 11. Juni 1920; † 30. Juni 2013) war Gouverneur des australischen Bundesstaats South Australia.
Bis 1977 war Seaman in der Uniting Church in Australia tätig. Am 1. September 1977 wurde er zum Gouverneur ernannt.
Am 24. Februar 1978 berichtete die Zeitung The Advertiser von Gerüchten, dass Seaman zurücktreten müsse. Robin Millhouse, der einzige Abgeordnete der demokratischen Partei im Parlament, wollte dies bei einer Parlamentssitzung auf die Tagesordnung setzen, sei jedoch vom Premierminister davon abgebracht worden. Der Premierminister bestritt bei einer folgenden Pressekonferenz, dass Gründe für einen Rücktritt Seamans vorlägen. Später gab Seaman zu, dass er während seiner Zeit bei der Kirche eine „grave impropriety“ (schwerwiegende Ungebührlichkeit) begangen habe, dies damals aber von einer kirchlichen Kommission untersucht worden sei und er sein Amt daraufhin behalten durfte.
Seaman blieb Gouverneur bis zum 28. März 1982.

## Auszeichnungen
- Knight Commander des Royal Victorian Order
- Officer of the Order of the British Empire